# Skrapits Lajos
Skrapits Lajos (horvátul: Lajoš Škrapić, Ljudevit Škrapić) (Szentpéterfa, 1938. július 20. – 2016. február 1.) matematika–fizika szakos tanár, egyetemi oktató, magyarországi horvát költő.

## Pályafutása
Az általános iskolát szülőfalujában végezte, majd Szombathelyen járt gimnáziumba, ahol 1957-ben érettségizett. Ebben az évben kezdte meg tanulmányait az Eötvös Loránd Tudományegyetem Természettudományi Karán, matematikát és fizikát tanult, 1962-ben szerzett diplomát. Ezt követően ugyanitt tanított nyugdíjba vonulásáig.

## Költészete
Versei az 1980-as évektől jelentek meg a magyarországi horvát lapokban, a nyugat-magyarországi horvát irodalmi hagyományok folytatója. Droptine (Apróságok) című kötetét nyelvjárásban írta, saját elmondása szerint amiatt, hogy szülőfaluja nyelvjárását megőrizze. Obracun (Számadás) című másik kötetét is ebben a szellemben írta.

## Publikációi

### Könyvek

#### Szépirodalmi művek
- Droptine, Budapest, Tankönyvkiadó, 1988, ISBN 963-18-0678-2
- Obračun, Budapest, Etnikum, 1996, ISBN 963-9010-30-8

#### Szakkönyvek
- Elektromosság, mágnesesség (példatár, társszerzővel), Budapest, Műszaki Kiadó, 1973.
- A pörgettyű, Budapest, Műszaki Kiadó, 1984, ISBN 963-10-5880-8
- Mechanika (egyetemi jegyzet), Budapest, Eötvös Loránd Tudományegyetem Természettudományi Kar, 1998 (15. kiadás).
- Mechanika I. (társszerzőkkel), Budapest, Dialóg Campus Kiadó, 2013, ISBN 978-963-89889-1-1
- Mechanika II. (társszerzőkkel), Budapest, Dialóg Campus Kiadó, 2015, ISBN 978-963-89889-4-2
- Fizika II. (szakközépiskolai tankönyv, társszerzővel), Budapest, Tankönyvkiadó, 2001 (20. kiadás), ISBN 963-19-1361-9
- Fizika 2. (munkafüzet, társszerzőkkel), Budapest, Tankönyvkiadó, 2000 (16. kiadás).

### Cikkek
- A középiskolai fizikatanárok egyetemi továbbképzésének feltételeiről és elismeréséről (társszerzővel), Fizikai Szemle, 1972/5. szám, 160. oldal.
- Rezgések és hullámok IV. – Lineáris erőtörvényre visszavezethető néhány feladat, Fizikai Szemle, 1980/5. szám, 190–193. oldal.
- Kontinuumok mechanikája V. – Mi van a Hooke törvényen túl?, Fizikai Szemle, 1983/4. szám, 149–151. oldal.
- Az energiafogalom fejlődése, Fizikai Szemle, 1984/11. szám, 435–438. oldal.
- Néhány fizikai kísérlet képmagnetofonon, Fizikai Szemle, 1985/10. szám, 396–399. oldal.
- Szemelvények a termodinamikából és a statisztikus fizikából, Fizikai Szemle, 1986/12. szám, 468–474. oldal.
- Százéves Eötvös torziós ingája, Természet Világa, 1991/6. szám, 281–282. oldal.